# 야노 사건
야노 사건(일본어: 矢野事件) 혹은 교토 대학 야노 사건은 1993년 일본의 교토 대학에 관련된 사건을 가리킨다. 이 사건은 일본 대학에서 일어난 최초의 성희롱 사건으로 일컬어진다.

## 배경
일본에서 성희롱 사건의 재판이 최초로 열려 사회적 문제로 부각된 사건은 1989년 후쿠오카 지방법원에 제소된 직장 내 언어적 성희롱 민사 소송이었다. 후쿠오카 현의 한 출판사에 근무하는 여성이 상사와 직장을 상대로 손해 배상 청구를 낸 것이다. '세쿠하라'(セクハラ,  en:Sexual Harassment의 일본어 역어인 세쿠샤루 하라스멘토( ja:セクシャルハラスメント의 줄임말)라는 단어가 그해 ‘신조어, 유행어 대상’에서 금상을 수상할 정도로 해당 소송은 사회적 파장을 일으켰다. 3년에 걸친 소송 끝에 1992년 이 재판은 결국 원고 승소로 끝나 회사측이 약 2백만엔을 위자료로 지급했다. 재판부는 판결문에서 언어적 성희롱으로 인한 피해를 최초로 인정했으며, 이 소송 이후 일본에서 '성희롱'이라는 용어가 통용되기 시작했다. 이전까지는 일본에서 성희롱은 '단순 괴롭힘' 이나 '성적 괴롭힘'이라는 표현으로 일컬어졌다.

## 공론화
이어 1993년에 공론화된 야노 사건은 일본 내 대학에서 벌어진 최초의 성희롱 사건으로 불린다. 이 사건은 성희롱 혐의자가 학계의 저명한 인사였다는 점에서 큰 파장을 일으켰다. 1993년 7월 교토대에 하나의 투서가 접수되었다. 문서에 따르면, 야노 교수가 동남아시아 연구센터 한 여직원의 동생을 여비서 채용 면접이라면서 호텔 바로 불러들였다. 그는 언니의 일자리를 볼모로 여동생에게 잠자리 시중, 술 시중을 들라고 요구했다. 이후 대학 당국이 이 센터의 전직 비서들을 상대로 조사한 결과에 따르면 그가 "출장지에서 (비서를) 끌어안고 옷을 벗겼다", "작업장으로 쓰고 있는 교토 시내의 호텔에서 관계를 강요했다" 등등의 증언이 나왔다.
1993년 8월 15일 교토 대학 동남아시아연구센터 소장 야노 도오루 (矢野 暢, 남, 당시 57세) 교수가 사임한다는 보도가 나왔다. 여비서 7명이 최근 석달 동안 연쇄적으로 비서 직을 사임하거나 해고당한 것에 대한 도의적인 책임을 지겠다는 취지라고 밝혀졌다. 보도 직후 야노 교수는 연구에 전념하겠다며 정식으로 사임했다.
당시만 하더라도 야노 교수는 당시 일본의 대표 석학 중 한 명으로 동남아시아 연구의 제1인자로 자리잡고 있었다. 일본 국내에서는 텔레비전·신문 등에도 자주 등장해 일반인에게 널리 알려졌었다. 외국에서도 저명하게 인정받았다.
야노 교수의 사임 후 일본 언론들은 여비서 7명의 연쇄 사임은 그의 성희롱 때문이었으며, 야노 교수가 센터 소장 직은 물론 교수 직까지 내놓은 것은 이에 대한 책임을 진 것이라고 보도했다.
나아가 단순한 성희롱이 아니라 여비서를 강간한 혐의까지 받게 되었다. 1993년 12월 한 여성이 교토변호사협회에 익명으로 접수한 인권구제신청에 따르면, 자신이 학생 시절, 야노 교수가 자신에게 동남아 이야기를 해주겠다고 한 호텔로 불러들여서는 구타한 뒤 강간했다는 것이다. 이후에도 그는 이것이 동남아를 연구하는 사람들 사이의 동지적 연대의 증거라면서 수년간 관계를 강요했다.

## 도피 및 축객
야노는 1993년 교토 대학 교수직에서 사임할 즈음부터 교토의 동복사(東福寺, 토후쿠지)에 머물기 시작했다. 1994년 1월 26일 교토 대학 관계자들로 구성된 '성학대 의혹사건의 철저규명을 촉구하는 대학교원회' 회원들이 동복사의 후쿠시마 게이도(복도경도) 종정에게 의혹의 전말을 설명하였다. 이것이 직접적인 계기가 되어 야노와 오랫동안 교분이 있던 후쿠시마 종정은 "야노 씨를 받아들인 것은 경솔한 짓이었다"며 야노에게 "1월중으로 나가달라"고 축객령을 내렸다. 이에 1월 29일 야노는 절에서 나오게 되었다.

## 반박 및 소송
야노 교수는 아사히 신문과 주간 아에라와의 인터뷰에서 해당 의혹을 반박했다. 자신은 그 여비서 후보에게 자신의 비서 직이 어려운 자리라는 점을 단지 강조했을 뿐, 잠자리를 같이 하자고 강요한 적이 없다고 주장했다. 또 강제로 성추행했다는 주장에 대해서는 여비서가 그후 다른 사람과 결혼했다는 점을 강조하며 자신의 결백을 호소했다. 하지만 일본 언론들은 그가 주장하는 주변의 ‘음모설’이 설득력이 없다고 받아들였다. 야노 교수가 성희롱 사건에 대한 반성문을 대학 측에 제출했다는 점, 강간 혐의가 불거지자 곧바로 교수 직을 사임하고 절로 들어갔다는 점 등이 그 이유였다.
이후 야노 교수는 1994년 2월 15일 대리인을 통해, '기자회견을 갖고 이달 중으로 문부장관을 상대로 복직 요구 소송을 동경지방법원에 제기하겠다'는 계획을 밝혔다. 야노 측의 논리는 1993년 12월 교토 대학에 제출한 사직서는 당시 의혹 보도가 잇따라 터져나오던 상황 하에서 주위의 권유를 받아 "정상적인 판단능력을 잃은 상황에서 쓴 것이므로 무효"라는 것이었다.
이후 야노는 손해 배상 청구 및 사직 취소의 소송 등 3건의 소송을 제기했으나 1997년 모두 기각되었다. 이후 그는 1996년부터 빈 대학교에서 무급 방문 교수로 근무하던 중, 1999년 비엔나의 한 병원에서 객사하였다.

## 구조적 문제 및 영향
해당 사건의 저변에는 저명한 교수가 학계에서의 위계질서에 기대어 여 비서를 성추행한 것이라는 구조적인 문제가 있다고 지적되었다. 일례로 야노 교수가 소장 직을 맡고 있던 동남아시아연구센터의 20여 연구실 중 학내외의 지명도가 높은 야노 교수의 연구실이 가장 권위있고 규모가 컸었다. 야노 교수로부터 강간을 당했다고 주장한 여비서의 경우, 학부 학생 시절부터 야노 교수의 학문에 심취해 대학을 졸업하고도 그의 연구실에 비서 겸 연구조수로 그대로 눌러앉은 것으로 알려졌다. 그는 야노 교수로부터 자신을 연구자로 키워주겠다는 언질을 받았다고 주장했으며, 그는 그런 언질 때문에 야노 교수가 자신을 강제로 성추행할 때 끝까지 저항할 수 없었다고 해명했다. 교토 대학에서 뿐만 아니라, 학계에 면식이 넓은 야노 교수가 훼방한다면 다른 대학으로 옮길 수 없는 상황에 처할 수 있기 때문이었다.
이와 유사한 성희롱 사건들이 속출하자, 1996년에 나고야 대학와 후쿠오카 대학에서는 대학원생과 교수들이 지역 네트워크를 결성하여 캠퍼스 성희롱에 반대하는 운동을 펼치기 시작했다.

## 같이 보기
- 서울대 신 교수 성희롱 사건 : 한국에서 최초로 제기된 성희롱 소송이자, 한국 대학교에서 최초로 제기된 성희롱 소송.

### 내용주
1. ↑  한 예로 당시 요미우리 신문에 ‘야노 도오루와 함께 세계를 읽어 내려간다’는 대형 칼럼의 장기 연재, 아사히 신문의 ‘21세기 일본위원회’의 위원, 이나모리 재단 이사, 문부성 학술국제국 학술심의회 전문위원, 세계 현인회의 기획위원회 위원장, 일본학술진흥회 발전도상국 학술교류사업론박 연구자 심사회 위원 등 수십 개의 직함을 가지고 있었다.[4][5]
2. ↑  노벨상을 선정하는 스웨덴 왕립과학아카데미 회원으로 종사하였는데, 일본인으로서는 당시 유일한 회원이었다.[4]
3. ↑  주장된 혐의들은 다음과 같다. 먼저 1993년 1월 면접을 본다는 명분으로 여 비서 후보 한 명을 호텔로 불러내 내 비서는 잠자리도 같이할 각오가 돼 있어야 한다며 윽박질렀다고 한다. 이 후보가 요구를 거부하자 야노 교수는 센터에 근무하고 있는 언니의 목을 자르겠다며 위협했다는 것이다. 또한 1993년 6월까지 사임한 여비서 7명 중 1명이 야노 교수로부터 성희롱을 당했다고 대학 사무국에 호소했다. 교토 변호사회의 조사에 따르면, 그에게 성희롱을 당했다고 호소하는 여비서는 모두 4명이다.[4]

### 참조주
1. ↑  이지영. “일본의 고용평등정책과정 : 여성대표성, 가치ᆞ신념, 제도적 구조를 중심으로” (PDF). 《한국정치학회보》 (한국정치학회) 42 (4): 451-473.
2. ↑  김재현 (2018년 9월 26일). “‘파와하라’ 악질기업 개망신 준다”. 《재팬올》.
3. ↑  신수용 (2018년 6월 2일). “[인터뷰] ① 무타 카즈에 교수 "잠자는 숲속의 공주, 동의 없는 키스는 성폭력"”. 《아주경제》.
4. 1 2 3 4 5 6  채명석(蔡明錫) (1995년 8월 24일). “일본에도 '성희롱' 주의보”. 《시사저널》 (도쿄).
5. 1 2 3 4  박영철 (1994.02.18). “이 재벌총수 일 저명교수의 인생역정 : 야노 도루 성 스캔들로 "명예 추락" 교수직 이어 거처서도 쫓겨나, "사표쓸때 제정신 아니었다" 무효소 준비”. 《조선일보》. 2020년 7월 10일에 원본 문서에서 보존된 문서. 2020년 7월 10일에 확인함. }
6. ↑  (일본어)야노 사건
7. ↑  신상숙 (2015년 6월 12일). 〈대학교 성희롱·성폭력 피해구제의 현황과 쟁점〉.   서울대학교 여성연구소; 서울대학교 인권센터. 대학 캠퍼스의 권력형 성희롱·성폭력, 무엇이 문제인가 (PDF) (보고서). 1-25쪽. 2020년 7월 11일에 원본 문서 (PDF)에서 보존된 문서. 2020년 7월 10일에 확인함. 水谷英夫  (2001). 『セクシュアルハラスメントの  實態の  法理』.  東京:  信山社. 109-112.